# Тоганаши (Красночетайский район)
Тогана́ши (чув. Çĕнĕ Туканаш) — деревня в Красночетайском районе Республики Чувашия, входит в Атнарское сельское поселение.
- Тел.код: 83551-x-xx-xx
- Код ОКАТО[1]: 97226815009
- Код ИФНС: 2136

Улицы деревни:
- ул. Запрудная
- ул. Лесная
- ул. Мостовая
- ул. Садовая
- ул. Сурская
- ул. Заречная
- ул. Шоссейная

Население — 452 человека, в 2000 году население составляло 496 человек (224 мужчины, 272 женщины).
В деревне работают сельский клуб, библиотека, фельдшерский пункт.
К западу от деревни расположено городище бронзового и железного веков — памятник археологии республиканского значения.

## Известные жители и уроженцы
- Анатолий Васильевич Данилов (род. 1957) — живописец, заслуженный художник Чувашской Республики (родился в Тоганашах)
- Александр Дмитриевич Смалайкин (1929—2006) — Герой Социалистического Труда